# Remptendorf
Remptendorf – miejscowość i gmina w Niemczech, w kraju związkowym Turyngia, w powiecie Saale-Orla. Liczy 3 888 mieszkańców. Do 30 grudnia 2019 gmina pełniła funkcję "gminy realizującej" (niem. "erfüllende Gemeinde") dla gminy wiejskiej Burgk.

## Współpraca
Miejscowości partnerskie:
- Głowno, Polska
- Mamming, Bawaria
- Waldbrunn, Badenia-Wirtembergia
- Waldbüttelbrunn, Bawaria